# Josep Lladonosa i Pujol
|  | Josep Lladonosa redirigeix aquí. Per al cuiner català, vegeu Josep Lladonosa i Giró. |

Josep Lladonosa i Pujol   (Alguaire, 28 de juny de 1907 - 2 de febrer de 1990) fou un historiador que dedicà gran part de la seva investigació a estudiar la història de les comarques de Lleida.

## Biografia
De forma paral·lela a la seva tasca docent, Josep Lladonosa encetava la recerca i la divulgació escrita i oral, del passat de la ciutat de Lleida i de les seves comarques, fins a esdevenir un historiador lleidatà reconegut. Per arribar a aquest reconeixement hagué de superar les circumstàncies difícils de la seva infantesa i adolescència, amb un gran esforç de formació personal per suplir el no haver pogut rebre formació universitària.
El 1939 comença a escriure articles al diari local "La Mañana", sobre biblioteques, literatura infantil i temes històrics. Continuà escrivint en aquest diari durant deu anys, sense interrupció fins que arran d'una polèmica amb Josep Tarragó i Pleyan deixà de col·laborar-hi. El 1958 amb l'entrada d'un nou director inicia la publicació de la sèrie d'articles que donarien lloc als cinc volums de "Calles y Plazas de Lérida", publicats per l'Ajuntament de la ciutat entre 1961 i 1978 i que li valdran el títol de Cronista Oficial de la Ciutat de Lleida.
El 1941 s'havien reprès els certàmens de l'Acadèmia Mariana, en els quals Josep Lladonosa seria repetidament guardonat fins a arribar a ésser soci llorejat d'aquesta Institució. Un any més tard es crea l'Institut d'Estudis Ilerdencs, arran d'una iniciativa de Josep Maria Porcioles (president de la Diputació Provincial), dedicat a l'estudi de les lletres, les ciències i la cultura de la província a tots nivells. Josep Lladonosa obté una beca de 250 duros, la qual cosa l'ajudarà a complementar el minso sou de mestre, i col·labora en la seva revista i en totes les activitats endegades per aquesta institució. Tot i les seves col·laboracions i publicacions, el fet de no ser universitari li impedí l'entrada com a membre de la institució fins al 1967.
Les seves tasques arxivístiques a l'Arxiu de la Corona d'Aragó li van permetre escriure interessants treballs històrics i la coneixença i amistat amb coneguts historiadors com Ferran Soldevila, Jaume Vicens Vives, Miquel Batllori, Jordi Rubió i Santiago Sobrequés, entre d'altres. Més tard conegué els historiadors John Elliot i Pierre Vilar. Aquests contactes van ajudar-lo a modernitzar la seva tasca historiogràfica.
El 1953 obtingué el premi Pròsper de Bofarull de l'Institut d'Estudis Catalans per la monografia sobre l'Estudi General de Lleida, nom que rebia a l'Edat Mitjana la Universitat de Lleida. Aquest premi li va permetre ingressar a la Societat Catalana d'Estudis Històrics de l'esmentada Institució.
A més de les obres ja anomenades, Josep Lladonosa va escriure "La Ciutat de Lleida" en tres volums, un dels treballs de major maduresa de l'autor, "Història de la Diputació de Lleida", "Història de Lleida" (en dos volums), així com estudis d'història local com "La Fuliola", "Nou segles d'història (1080-1980)", "Història d'Alguaire i el seu monestir Santjoanista" (cal recordar que l'autor, fill d'Alguaire, s'havia interessat des de molt aviat en la recerca de documents històrics sobre aquesta localitat), i de nombroses localitats lleidatanes.
Josep Lladonosa conreà altres gèneres com la novel·la històrica: "Un toll de sang a terra", el gènere memorístic: "Setanta-cinc anys de records", i el teatre: "La Guillemota d'Àger". També va posar lletra a les sarsueles: "La fi de Macot", amb el personatge de Macot, i "El Balcó del Serraller", compostes pel mestre lleidatà Víctor Mateu i Moles.
Per la seva extensa obra va rebre nombrosos reconeixements com el ser nomenat membre de la Reial Acadèmia de les Bones Lletres de Barcelona, membre de la Reial Acadèmia de la Historia de Madrid i li fou concedida la Creu de Sant Jordi l'any 1982.

## Obra seleccionada
- La ciutat de Lleida (1955, ISBN 978-84-7226-315-4)
- Història de Lleida (1975, ISBN 978-84-400-8072-1)
- Las calles y plazas de Lérida a través de la historia (1961-1978, ISBN 978-84-500-7327-0). Traduït l'any 2007: Els carrers i places de Lleida a través de la Història, ISBN 978-84-606-4254-1.
- Història d'Artesa de Segre i comarca (1990, ISBN 978-84-505-9449-2)